# Złotokrecik hotentocki
Złotokrecik hotentocki, złotokret hotentocki (Amblysomus hottentotus) – gatunek ssaka z podrodziny złotokrecików (Chrysochlorinae) w obrębie rodziny złotokretowatych (Chrysochloridae), występujący w Afryce Południowej.

## Taksonomia
Gatunek po raz pierwszy zgodnie z zasadami nazewnictwa binominalnego opisał w 1829 roku angielski zoolog Andrew Smith nadając mu nazwę Chrysochloris hottentotus. Miejsce typowe to według oryginalnego opisu to „wewnętrzne obszary Południowej Afryki”, tj. Grahamstown, Prowincja Przylądkowa Wschodnia, Południowa Afryka.
Tradycyjnie A. hottentotus obejmował populacje uważane za odrębne gatunki: A. corriae, A. marleyi, A. robustus i A. septentrionalis; prawdopodobnie nadal stanowią kompleks gatunkowy.
Rozpoznano pięć podgatunków. Podstawowe dane taksonomiczne podgatunków (oprócz nominatywnego) przedstawia poniższa tabelka:
| Podgatunek      | Oryginalna nazwa                   | Autor i rok opisu         | Miejsce typowe | Holotyp |
| --------------- | ---------------------------------- | ------------------------- | --- | --- |
| A. h. iris      | Amblysomus iris                    | O. Thomas & Schwann, 1905 | Umfolozi Station, Zululand, KwaZulu-Natal, Południowa Afryka.                                                                | Dorosły samiec (sygnatura BM 4.12.3.9) ze zbiorów Muzeum Historii Naturalnej w Londynie; okaz zebrany Claude’a Granta.                                                                |
| A. h. longiceps | Chrysochloris hottentota longiceps | Broom, 1907               | Obszar w pobliżu Pietermaritzburg, KwaZulu-Natal, Południowa Afryka.                                                         | Według oryginalnego opisu okaz typowy pochodził „ze zbiorów Maritzburg Museum” (obecnie KwaZulu-Natal Museum).                                                                        |
| A. h. meesteri  | Amblysomus hottentotus meesteri    | Bronner, 2000             | President Street, Graskop (24°56′S 30°51′E/-24,933333 30,850000), na wysokości 1750 m n.p.m., Mpumalanga, Południowa Afryka. | Skóra, czaszka i pozaczaszkowy szkielet dorosłego samca (sygnatura TM 42133) ze zbiorów Ditsong National Museum of Natural History; okaz zebrany 6 maja 1991 roku przez autora opisu. |
| A. h. pondoliae | Amblysomus hottentottus pondoliae  | O. Thomas & Schwann, 1905 | Notinsila, zachodnia część regionu Pondoland, Transkei (obecnie Prowincja Przylądkowa Wschodnia), Południowa Afryka.         | Samiec (sygnatura BM 4.6.6.4) ze zbiorów Muzeum Historii Naturalnej w Londynie; okaz typowy zebrany 10 lutego 1904 roku przez H.H. Swinny’ego.                                        |

### Etymologia
- Amblysomus: gr. αμβλυς amblus „tępy, mętny”, od αμβλυνω amblunō „stępić”; σωμα sōma, σωματος sōmatos „ciało”[24].
- hottentotus: Hotentot, dawne określenie nadane Khoikhoi, koczowniczemu ludowi pasterskiemu z Namibii i Południowej Afryki[25].
- iris: gr. ιρις iris, ιριδος iridos „tęcza”[26].
- longiceps: łac. longus „długi”[27]; -ceps „-głowy”, od caput, capitis „głowa”[28].
- meesteri: Jurgens Anthonie Janse Meester (1931–1994), południowoafrykański teriolog[11].
- pondoliae: Pondoland, Prowincja Przylądkowa Wschodnia, Południowa Afryka[29].

## Zasięg występowania
Złotokrecik hotentocki występuje w zależności od podgatunku:
- A. hottentotus hottentotus – przybrzeżne obszary Prowincji Przylądkowej Wschodniej w południowo-wschodniej Afryce Południowej, od okolic ujścia rzeki Van Stadens na wschód do Qonce i East London.
- A. hottentotus iris – złotokrecik zuluski[14] – północne przybrzeżne obszary KwaZulu-Natal, wschodnia Afryka Południowa, od St. Lucia na południe do Richards Bay.
- A. hottentotus longiceps – skarpy Gór Smoczych w KwaZulu-Natal i Prowincji Przylądkowej Wschodniej, wschodnia Afryka Południowa, z marginalnym ingerencją na obszary Wolnego Państwa oraz Mpumalanga i Lesotho.
- A. hottentotus meesteri – Mpumalanga, północno-wschodnia Afryka Południowa, lokalizacja znana tylko z pojedynczego okazu schwytanego na północnej skarpie Gór Smoczych wokół Mariepskop i Graskop, sięgającego na południe w okolice White River.
- A. hottentotus pondoliae – przybrzeżne obszary KwaZulu-Natal we wschodniej Afryce Południowej, między Durbanem a Port Edward.

## Biotop
Zazwyczaj występują na terenach trawiastych, ale można je również spotkać w lasach. Żyją na wysokościach do 3000 m n.p.m.

## Wygląd
Długość ciała samic 104–135 mm, samców 114–135 mm, długość tylnej stopy samic 12–18 mm, samców 13–19 mm dla podgatunku hottentotus; długość ciała samic 104–132 mm, samców 113–125 mm, długość tylnej stopy samic 11–16 mm, samców 12–16 mm dla podgatunku iris; długość ciała samic 119–139 mm, samców 120–141 mm, długość tylnej stopy samic 13–18 mm, samców 14–18 mm dla podgatunku longiceps; długość ciała 107–145 mm, długość tylnej stopy 14–17 mm dla podgatunku meesteri; długość ciała samic 105–135 mm, samców 107–145 mm, długość tylnej stopy samic 11–18 mm, samców 12–18 mm dla podgatunku pondoliae; masa ciała samic 37–60 g, samców 37–85 g. Futro przybiera barwę od rudego po ciemnobrązowy. Brzuch i boki szare, policzki jaśniejsze. Sierść składa się z dwóch rodzajów włosów – gładkiej i lśniącej warstwy chroniącej od wilgoci oraz krótkiej, wełnistej, pełniącej funkcję izolacyjną. Oczy znajdują się pod skórą, zwierzę jest całkowicie ślepe. Uszy małe, niewidoczne, porośnięte sierścią. Brak widocznego ogona, choć występują kręgi ogonowe. Łapy krótkie, przednie silne, zaopatrzone w pazury służące do kopania. Przednia łapa posiada 4 palce, z których drugi i trzeci są szczególnie mocno rozwinięte, tylna łapa posiada 5 połączonych błoną palców. W pysku 36 zębów. Zarówno samiec, jak i samica posiadają kloakę.

## Tryb życia
Złotokreciki hotentockie żyją pod ziemią, w rozbudowanym systemie wykopanych przez siebie nor. Najbardziej aktywne są o wschodzie, o zachodzie słońca i o północy, prowadzą zasadniczo nocny tryb życia. W dzień zapadają w torpor. Są silnie terytorialne i reagują agresywnie na obecność innych przedstawicieli swego gatunku, choć zdarza im się dzielić nory z przedstawicielami Cryptomys hottentotus (dzieje się tak, ponieważ te dwa gatunki nie rywalizują o pożywienie).

## Pożywienie
Złotokreciki hotentockie zjadają bezkręgowce – robaki, larwy owadów, ślimaki, świerszcze i pająki, a także pędy i kłącza cantedeskii. W poszukiwaniu pokarmu wykorzystują dobrze rozwinięty słuch.

## Rozmnażanie
Podczas godów samce wydają charakterystyczne odgłosy, tupią i gonią samice. Zaloty są brutalne, odnotowano przypadki śmierci samic. Okres godowy jest niezależny od pory roku (choć częściej występuje podczas pory deszczowej), samica może mieć kilka miotów w roku, w zależności od dostępności pożywienia. Jeden miot liczy zazwyczaj 1-3 młode. Młode po narodzinach są nagie i ważą ok. 5 g. Matka zajmuje się nimi, dopóki nie osiągną masy 35-45 g.
W 2013 roku zostało dowiedzione iż długość penisa złotokrecika hotentockiego ma znaczenie przy wyborze przez partnerkę. Im większy tym wydaje się on bardziej atrakcyjny dla samicy i ma większe szanse na spłodzenie potomstwa.

## Zagrożenie
Na złotokrety polują węże, żenety, mangusty, szakale. W nocy złotokrety wychodzą czasem na powierzchnię ziemi, skutkiem czego mogą paść ofiarą nocnych drapieżników, takich jak płomykówka. Ze strony człowieka największym zagrożeniem jest rozwój rolnictwa.

## Status zagrożenia
W Czerwonej księdze gatunków zagrożonych Międzynarodowej Unii Ochrony Przyrody i Jej Zasobów został zaliczony do kategorii LC (ang. least concern ‘najmniejszej troski’).